# مارك ناثان كوهن
مارك ناثان كوهن (بالإنجليزية: Mark Nathan Cohen)‏ هو عالم إنسان أمريكي، ولد في 24 مايو 1943 في فيلادلفيا في الولايات المتحدة.